# Pondville-Sud
 Pondville-Sud est une communauté acadienne sur l'Isle Madame au Cap-Breton.

## Webographie
- Pondville South on Destination Nova Scotia